# Gracixalus patkaiensis
Gracixalus patkaiensis — вид жаб родини веслоногих (Rhacophoridae). Описаний у 2023 році.

## Назва
Жабу назвали на честь пагорбів Паткай, які пролягають уздовж кордону Індії та М'янми.

## Поширення
Ендемік Індії. Поширений у тигровому заповіднику Намдафа у штаті Аруначал-Прадеш на сході країни.

## Опис
Жаба завдовжки 23,6-26,5 мм. Має худорляву статуру з довгою головою. Також має зелену спинку з неправильними коричневими плямами. Інші особливості жаби включають темну смугу вздовж спини та білі плями з боків тіла.